# Neocoryphus niger
Neocoryphus niger is een hooiwagen uit de familie Assamiidae.